# Alfred Kubin
Alfred Kubin   (Litoměřice, 10 d'abril de 1877 - Wernstein am Inn, 20 d'agost de 1959) nom artístic d'Alfred Leopold Isidor Kubin va ser un escriptor i il·lustrador expressionista austríac, descendent d'ancestres txecs.

## Biografia
Kubin va néixer a Leitmeritz, Bohèmia, que llavors era part de l'Imperi austrohongarès. De 1892 fins a 1896 va estudiar fotografia. Entre 1898 i 1901, Kubin va estudiar a l'escola d'art Schmitt Reutte i a l'Acadèmia de Múnic. El 1902 va començar a col·laborar amb la revista satírica Simplicissimus. Aquest mateix any exposa a Berlín i publica la seva primera recopilació de dibuixos l'any següent. Va produir un petit nombre de pintures a l'oli entre 1902 i 1910 però aviat van començar a predominar en la seva producció altres tècniques, el dibuix amb ploma a tinta xinesa es va convertir en el seu mitjà favorit, també va realitzar aquarel·les, i litografies. Viatjà, sobretot a París, i emprengué una gran amistat amb Franz Kafka.
El 1911 va participar al costat dels seus amics Paul Klee i Franz Marc en l'exposició de Der Blaue Reiter.
Se'l considera un important representant de l'Expressionisme, destacant per les seves fantasies fosques, espectrals i simbòliques (normalment relacionades per sèries temàtiques). S'han trobat influències, especialment en les seves obres primerenques d'artistes com Francisco de Goya, James Ensor i Max Klinger.
Com Oskar Kokoschka i Albert Paris Gütersloh, Kubin va compartir el talent per a les arts plàstiques amb el literari. Va il·lustrar obres d'Edgar Allan Poe, I.T.A. Hoffmann, Fyodor Dostoevsky, entre d'altres. És també autor de nombrosos llibres, el més conegut dels quals és la seva novel·la de 1909 Die Andere Seite (L'altre costat, comunament traduïda com L'altra part), una distopia apocalíptica d'atmosfera claustrofòbica i absurda, amb reminiscències dels últims escrits de Kafka. Aquesta novel·la és considerada com una de les obres mestres de la literatura fantàstica en llengua alemanya; així l'han qualificat prestigiosos autors, com Hermann Hesse que la situa a mig camí entre Meyrink, Poe i Kafka.
Durant el Nacionalsocialisme, diverses de les seves obres van ser qualificades com a art degenerat. Tot i això, la seva activitat no va ser censurada i diverses obres seves van ser publicades en mitjans nacionalsocialistes.
De 1906 fins a la seva mort el 1959, va estar portant una vida retirada en un castell del segle xii a Zwickledt. Kubin va ser guardonat amb el premi del Gran Estat Austríac el 1951, i amb la condecoració Austríaca de les Ciències i les Arts el 1957.

## Precursor de l'expressionisme
Kubin ha estat una influència determinant en un dels cineastes més innovadors i representatius de l'expressionisme: Murnau. Sentia una fascinació per l'obra de Kubin i especialment per la seva utilització irreal de la llum. La màgia de molts dels seus gravats i dibuixos està de fet en la il·luminació procedent de fonts de llum impossibles i il·lògiques. En una escena del Faust de Murnau es copia literalment una de les il·lustracions de la novel·la de Kubin L'altra part: la casa de la mare de Margarida estranyament il·luminada a la nit. Alguna cosa similar succeeix en una escena del carrer a Nosferatu, també còpia d'una altra il·lustració del mateix llibre.

Per la seva capacitat onírica Kubin ha estat considerat també de gran influència en els pintors surrealistes, entre d'altres Dalí.
| «               | El somni és com un quadre, però cal tenir cura de desmembrar-lo d'acord amb un sistema moral o psicològic per trobar-li una interpretació: és preferible permetre a l'espectador que subsisteixi en la seva genuïna puresa simbòlica perquè la visió visible i creadora és més forta i fecunda que el seu prolix anàlisi. | » |
| — Alfred Kubin. | |   |

## Galeria
Obres d'Alfred Kubin

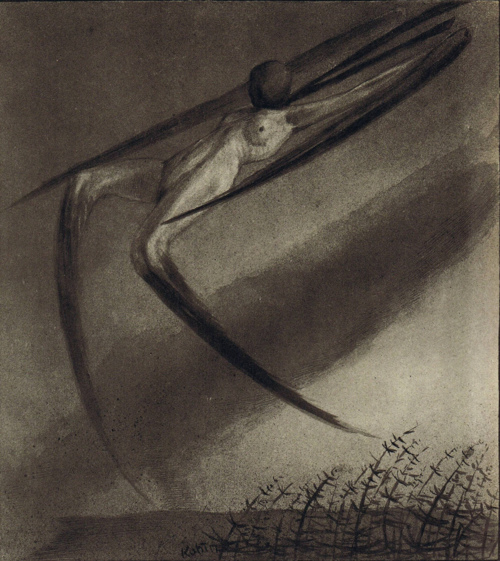
Jede nacht besucht uns ein traum (1900)
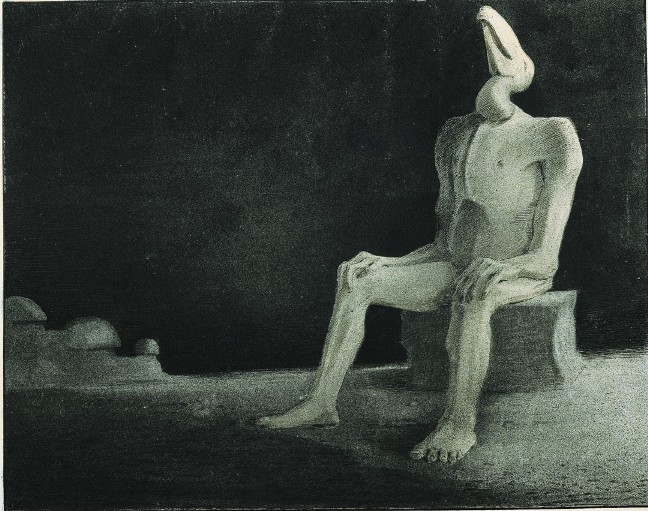
The Past Forgotten Swallowed (1901)
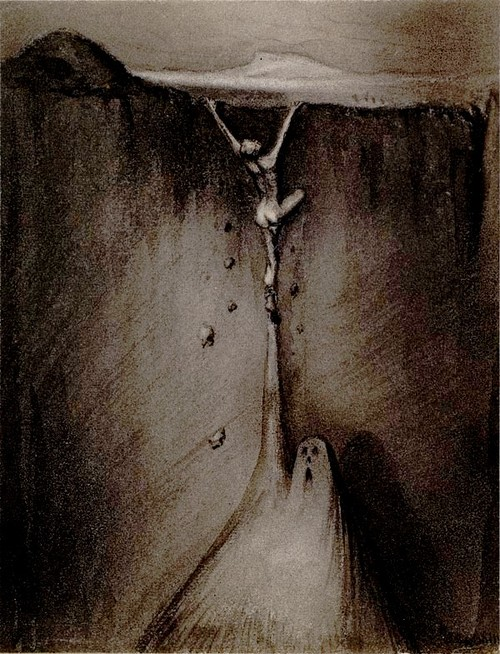
Angst (1903)

## Honors i premis
- City of Vienna Prize for Visual Arts (1950)
- Grand Austrian State Prize for Visual Art (1951)
- Austrian Medal for Science and Art (1957)
- Gustav Klimt badge as an honorary member of the Vienna Secession

## Obra literària
El seu treball literari inclou:
- The Other Side (1909)
- The Looking Box, 1925;
- Of the Desk of a Draughtsman, 1939;
- Adventure of an Indication Feather/Spring, 1941;
- Sober Balladen, 1949;
- Evening-xarxa, 1950;
- Fantasies in the Boehmerwald, 1951;
- Daemons and Night Faces, 1959 (autobiografia).

## Llibres editats en castellà
- Historias burlescas y grotescas. Vigo, Maldoror edicions, 2006. Traducció: Jorge Segòvia i Violetta Beck. - 116 p.
- Revelación y ocaso: Los poemas en prosa (Ed. bilingüe alemany-espanyol) Georg Trakl i Alfred Kubin. Abada Editors, 2005.
- El trabajo del dibujante. Vigo, Maldoror edicions, 2005. Traducció: Jorge Segòvia i Violetta Beck. - 112 p.
- El gabinete de curiosidades. Autobiografia. Vigo, Maldoror edicions, 2004. Traducció: Jorge Segòvia i Violetta Beck. - 128 p.
- La otra parte. Edicions Minotaure, 2003. (Hi ha edicions anteriors de Cercle de Lectors, Edicions Siruela i Editorial Labor.)

## Obres il·lustrades
- Honoré de Balzac, Mystische Gestichten, Müller, 1920, 20 il·lustracions.
- Jules Barbey d'Aurevilly, Tenfelskinder, 1921.
- Burguer, Baró de Münchhausen, 1947.
- Nikolái Gógol, Der Estovalles, 1949.
- Ernest Théodor Wilhelm Amadeus Hoffman, Nachtstucke, 1913, 48 il·lustracions.
- Prudenci Bertrana, Josafat, 1918, 22 il·lustracions (edicions de la ela geminada, Girona 2017)